# Tico Magalhães
Tico Magalhães é um agente cultural que nasceu em Recife, no Pernambuco e aos 17 anos foi para Brasília, no Distrito Federal. Em 2004 fundou o grupo cultural Seu Estrelo e o Fuá do Terreiro.

## Carreira artística
Natural de Recife, capital do estado do Pernambuco, Tico Magalhães iniciou sua carreira artística em 2004, quando se mudou definitivamente para Brasília após idas e vindas do Nordeste para a capital nacional. Nessa época, fez sua primeira visita à Chapada dos Veadeiros, parque de proteção ambiental do estado de Goiás que fica a apenas 230 quilômetros de Brasília e é repleto de cachoeiras e cerrado. Daí veio sua inspiração para escrever o Mito do Calango Voador, um conto que narra o surgimento de muitos mundos, a criação do cerrado e o cotidiano de Brasília, motivado pela falta de uma cultura folclórica local própria. 
A partir dessa estória idealizada em 2004, Tico formou em junho do mesmo ano o grupo de cultura popular Seu Estrelo e o Fuá do Terreiro, um conjunto de 25 integrantes, sendo dezesseis músicos e nove personagens, além do capitão que o conduz, os quais apresentam o conto em forma de encenação de teatro de rua e dança, ao som de tambores, alfaias, gonguê, caixas, abês e caracaxás, que tocam um ritmo próprio batizado pelo grupo de "samba pisado". Este ritmo próprio foi inspirado no maracatu e no cavalo-marinho, ritmos originários de Pernambuco. 
Em 2008, o artista sentiu a necessidade de descobrir e desvendar todo o mosaico cultural brasileiro e, assim, deu início ao que chamou de "Caravana Seu Estrelo - Rumo à Cidade Mestiça", uma caravana que saiu a percorrer o Plano Piloto de Brasília e suas cidades satélites com um ônibus a fim de visitar grupos locais de cultura popular. O percurso durou dezesseis meses, de novembro de 2008 a janeiro de 2010, e visitou um total de doze grupos, entre eles o Boi de Seu Teodoro, Martinha do Coco, Cacuriá Filha Herdeira, Folia do Divino de Mestre Badia Medeiros e Mestre Zé do Pife e as Juvelinas. Nos encontros eram realizados diálogos, trocas de saberes, batucadas e remelexos.
Dessas visitas, surgiu o livro e também filme "Retratos de um Povo Inventado", lançado em abril de 2011, um documentário que reúne depoimentos de importantes mestres e brincantes candangos sobre a construção cultural da capital do país. Posteriormente, essa caravana começou a visitar outros locais da região centro-oeste do Brasil, como a cidade de Pirenópolis, no estado de Goiás.
Em 2010, o grupo Seu Estrelo e o Fuá do Terreiro tornou-se Ponto de Cultura, realizando oficinas gratuitas de dança, percussão e confecção de figurinos e bonecos em sua sede, na quadra 813 Sul, em Brasília. 
Em 2013, Tico Magalhães, juntamente com o grupo, fundou o Centro Tradicional de Invenção Cultural, local em que apresenta mais algumas de suas inovações com a mistura de terreiro e picadeiro para muitos espectadores. 
No dia 25 de junho de 2020, Tico Magalhães lançou o livro "Mito do Calango Voador e Outras Histórias do Cerrado", por meio de um vídeo-documentário, a fim de não causar aglomerações em razão da pandemia do novo coronavirus (SARS-Cov2). Também foi devido a essa pandemia que o artista sentiu a necessidade de divulgar o livro, pois, segundo ele, o isolamento social exigido para a época traz a necessidade de levar mais encanto e fantasia para a vida das pessoas.

## Trabalhos
Tico criou o grupo Seu Estrelo e o Fuá do Terreiro juntamente com outros artistas, inspirando-se nas tradições como Maracatu, Cavalo Marinho, Boi do Seu Teodoro, Martinha do Coco, A Galera da Folia e Seu Eli. Tico viu a necessidade de unir essas manifestações aos elementos naturais de Brasília.

#### Mito do Calango Voador
Um das idealizações de Tico Magalhães é o Mito do Calango Voador, atração que veio da necessidade de criar uma brincadeira para juntar o céu, a cachoeira, o rio e outros elementos da cidade de Brasília à construção e o sonho trazido por vários candangos.
De modo lúdico, porém sem ser infantil, essa estória retrata um calango, filho do Sol e da Terra, nascido no Planalto Central, que cria asas para escapar-se de uma gigantesca tromba d'água. A partir daí ocorrem as aventuras do Calango Voador nos sertões de Goiás descritas em 92 páginas que alternam entre textos e ilustrações. Os outros personagens dessa mitologia são Laiá, a filha da mata, Seu Estrelo, Mané Avesso, Chico Pescador, Caliandra, Zé Cadê, Tromba D’Água e a Véia. 
O conto é dividido em três partes, sendo a primeira a criação dos diversos mundos, a segunda o surgimento do cerrado e do Calango Voador e a última a construção de Brasília, que, inclusive, é citada da seguinte forma: " Por isso, junto com Seu Estrelo, a Mata e o Calango inventaram de construir uma nova Coisa, uma fabulosa criatura. Uma nova cidade que abrigaria todos os homens que para o Cerrado vieram para enfrentar a Criatura Comedora de Homens que estava para chegar”.

#### Samba Pisado

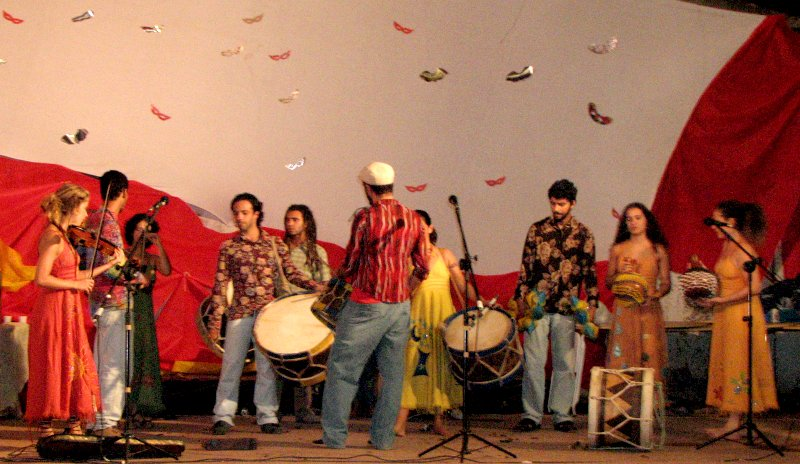
Seu Estrelo e o Fuá do Terreiro preparando-se para tocar o samba pisado.

Assim como o Mito, Tico criou o gênero musical Samba Pisado, que tem como base o Cavalo Marinho e o Maracatu rural.O nome de Samba "Pisado" dá-se por ter a célula rítmica principal originada da pisada dos brincantes do cavalo marinho. 

## Honrarias
Em 2008, depois de apenas três anos da criação do grupo Seu Estrelo e o Fuá do Terreiro, Tico Magalhães e os demais integrantes já estavam sendo premiados pelo Ministério da Cultura como grupo de cultura popular tradicional, reconhecimento conquistado pelo mérito dos trabalhos desenvolvidos em todo o Distrito Federal. Dez anos após essa premiação, receberam mais uma vez essa honraria.

Além disso, no dia 14 de agosto de 2019, Tico Magalhães e outras 22 personalidades foram homenageados, em cerimônia na Câmara Legislativa do DF, por fazerem parte da História, Cultura e Educação do Distrito Federal, em comemoração ao "Dia do Patrimônio Cultural".